# Bandeira de Novosibirsk
A Bandeira de Novosibirsk é um dos símbolos oficiais do Oblast de Novosibirsk, uma subdivisão da Federação russa. Foi aprovado em 25 de julho de 2003.

## Descrição
Seu desenho consiste em um retângulo de proporção largura-comprimento de 2:3 dividido em cinco faixas verticais de tamanhos diferentes. Suas cores são, partir do mastro, vermelho, branco, azul, branco e verde na proporção 5:3:2:3:5 do comprimento total da bandeira, respectivamente. Entre a faixa vermelha e a verde existem duas Zibelinas negras que seguram um amarelo pão com solonkoy. Um linha cruza as faixas brancas e a azul, quando a linha cruza a faixa branca sua cor é preta, quando cruza a faixa azul, sua cor é branca. A relação da largura desta linha com a largura da bandeira é de 1:80.

## Simbolismo

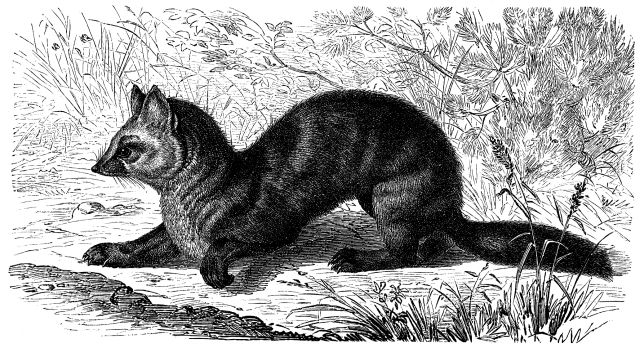
Uma zibelina.

- Na versão original do esboço, o artista Gregory Kuzheleva vez com que a cor da faixa central, que era vermelha, fosse modificada para azul para simbolizar o rio Ob;
- O branco representa a pureza de pensamentos;
- O verde as riquezas naturais;
- A faixa vermelha foi adicionada por insistência do Partido Comunista nos conselhos regionais.